# کن واتانابه
کِن واتانابه (به ژاپنی: 渡辺 謙) بازیگر ژاپنی زاده ۲۱ اکتبر ۱۹۵۹ فیلم‌های هالیوود است. کِن واتانابه، بازیگر نقش گنزو در مجموعه خاطره انگیز هانیکو است که در ایران با نام داستان زندگی نمایش داده شد. او با فیلم‌های آخرین سامورایی، تلقین و دریای درختان آوازه خود را جهانی ساخت.
او تاکنون دو بار جایزه آکادمی فیلم ژاپن را به عنوان بهترین بازیگر دریافت کرده و بازیگر فیلم دیگر کریستوفر نولان یعنی بتمن شروع می‌کند نیز بوده‌است. او در تئاتر لینکلن در نقش اصلی نمایش «شاه و من» نقش‌آفرینی کرده‌است و برای همین اجرا، به تازگی نخستین نامزدی جایزه تونی را دریافت کرده‌است. این بازیگر ژاپنی‌الاصل هالیوود که این روزها با بیماری سرطان معده دست و پنجه نرم می‌کند، اخیراً تحت عمل جراحی قرار گرفته و با این حال با همه قوا تلاش کرد تا خود را برای این نمایش تئاتری آماده کند. واتانابه که بیماری سرطان معده‌اش در مراحل ابتدایی است، پیش از این نیز، از ۲۰ سال پیش، متوجه ابتلایش به بیماری سرطان خون شده بود و تمام این سال‌ها با این بیماری در حال مبارزه بود. کن واتانابه که بازیگر نقش مقابل تام کروز در فیلم آخرین سامورایی بود در نسخه جدید فیلم نابخشوده نیز در نقش اصلی ظاهر شد. این فیلم برگرفته از نسخه قدیمی با بازی کلینت ایستوود است که جایزه اسکار بهترین فیلم را دریافت کرد.
این بازیگر در سال ۲۰۱۵ در فیلم دریای درختان و پناتوس بازی کرد. از او دو فیلم اخیراً اکران شده‌است که عبارتند از:
خشم (Anger) ساخته سانگ ایل -لی
این درام ژاپنی بر مبنای فیلمنامه‌ای ساخته شده که با اقتباس از رمانی نوشته شوییچی یوشیدا نوشته شده‌است، به جز کن واتانابه، کنجی ماتسویاما و آیو میازاکی در این فیلم بازی کرده‌اند.
تبدیل شوندگان ۵ (Transformers) به کارگردانی مایکل بی
این فیلم قسمت پنجم از مجموعه دنباله‌داری است که طرفداران زیادی دارد.آکیوا گولدزمن و جف پینکر نویسندگان فیلمنامه این فیلم هستند. قسمت نخست «تغییر شکل‌دهندگان» محصول سال ۲۰۰۷دربارهٔ برخی وسایل الکتریکی است که موجودات جدیدی هستند که با استفاده از هوش مصنوعی قادر به تغییر شکل دادن شده‌اند. این موجودات به دو دسته طرفداران انسان‌ها ودشمنان آن‌ها تقسیم می‌شوند و به جنگ بایکدیگر می‌پردازند و… مارک والبرگ از بازیگران این فیلم است.
آخرین سامورایی: وی در فیلم آخرین سامورایی نقش مقابل تام کروز را داشته است.
کن همچنین مبتلا به بیماری هپاتیت سی است.

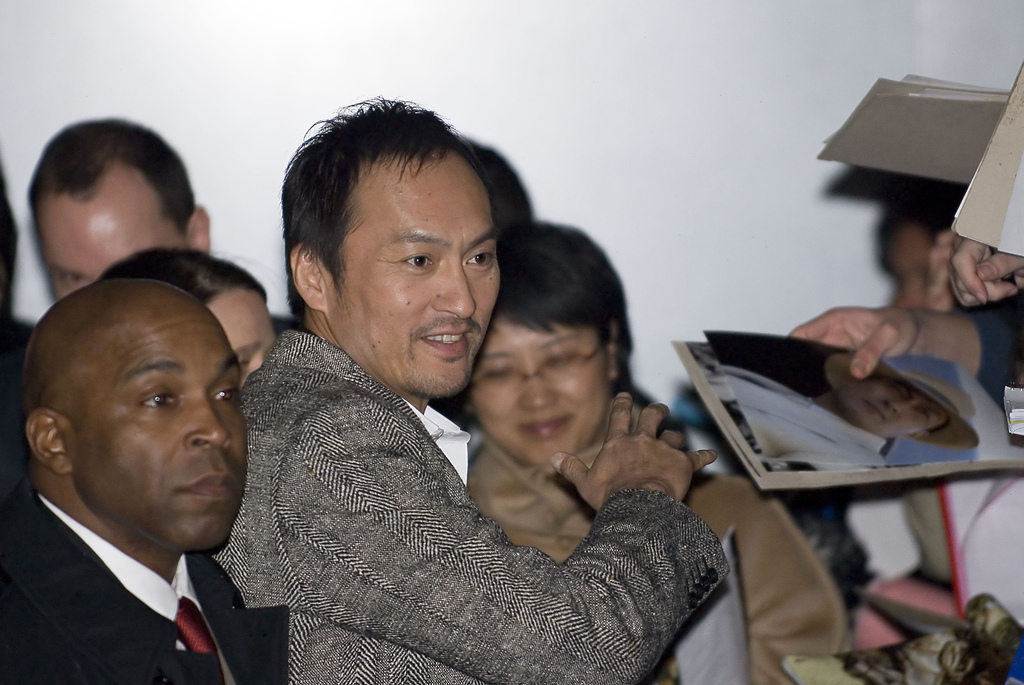

## فیلمها
- دریای درختان
- آخرین سامورایی
- نامه‌هایی از ایووجیما
- تلقین
- بل کانتو
- سیرک عجایب دستیار یک شبح
- گودزیلا 2014 ( در نقش دکتر سریزاوا)
- گودزیلا پادشاه هیولا 2019 ( در نقش دکتر سریزاوا)
- بتمن آغاز می کند ۲۰۰۵ (کریستوفر نولان)